# Hindustan Ki Kasam
Hindustan KI Kasam – indyjski, bollywoodzki thriller z 1999 roku wyreżyserowany przez Veeru Devgan. W roli głównej jego syn Ajay Devgan. Ponadto grają Amitabh Bachchan, Manisha Koirala i Sushmita Sen. Film jest apelem o pokój między Pakistanem a Indiami, o zbudowanie braterskich relacji między tymi krajami, symbolicznie przedstawionymi w losie rozdzielonych braci.

## Fabuła
Znany pisarz sensacyjnych książek, zakochany w Miss India (Sushmita Sen) sentymentalny okularnik Ajay Malhotra (Ajay Devgan) zostaje aresztowany. Podejrzenie wzbudza fakt, że fabuły jego książek są wiernym odtworzeniem działań nieznanego pakistańskiego komandosa, który zuchwałymi akcjami udaremnia wywiadowi indyjskiemu zebranie dowodów w sprawie pakistańskich terrorystów. Torturowany Ajay zapewnia, że gotowe fabuły pojawiają się same w jego myślach i snach. Tajemnicę pomaga zrozumieć Kabira (Amitabh Bachchan), były bojownik o wolność Indii, który podczas wojny z Pakistanem w 1971 stracił rękę. Okazuje się, że podczas tej wojny nie tylko zginął ojciec Ajaya, ale także porwano jego bliźniaczego brata Raję. Ajay obiecuje matce (do dziś opłakującej śmierć ojca i syna) odnalezienie brata w Pakistanie. Jego zadanie zostaje ułatwione. Nieznającemu życia rodzinnego, wychowanemu w nienawiści do Indii pakistańskiemu komandosowi Taheedowi (Ajay Devgan) zlecono misję w Indiach. Ma on dokonując na ziemi indyjskiej zamachu na premierze pakistańskim nie dopuścić do negocjacji pokojowych między obydwoma krajami.

## Obsada
- Manisha Koirala – Roshanaara
- Ajay Devgan – Ajay/Tauheed
- Amitabh Bachchan – Kabeera
- Shakti Kapoor – Verma
- Sushmita Sen – Priya
- Farida Jalal – Mother of Ajay and Tauheed
- Prem Chopra – B.S. Brar
- Navin Nischol – Chander Malhotra
- Gulshan Grover – Jabbar
- Shahbaaz Khan – pakistański
- Goga Kapoor – Tauheed’s trainer
- Kader Khan – dr Dastoor
- Salim Khan Ding-Dong – Nawaab

## Muzyka i piosenki
Muzykę do filmu skomponował Sukhwinder Singh, autor muzyki do takich filmów jak Biwi No.1, Bombay to Bangkok, Sandwich, Wstań i walcz, Black & White. Śpiewają Sukhwinder Singh, Udit Narayan, Alka Yagnik, Sonu Nigam, Sadhana Sargam, Abhijeet, Poornima, Anuradha Paudwal.
- Jalwa Jalwa
- Tere Dil Ke Paas
- Akhiyan Akhiyan
- Mera Dil Nai Lagda
- Tere Dil Mein
- Yaara Teri Ghoot
- Main Hindustan Hoon
- Love Love
- Ranjhana Ve
- Ishq Brandi
- Is Paar Sarhad Ke